# Dicerorhinus sumatrensis

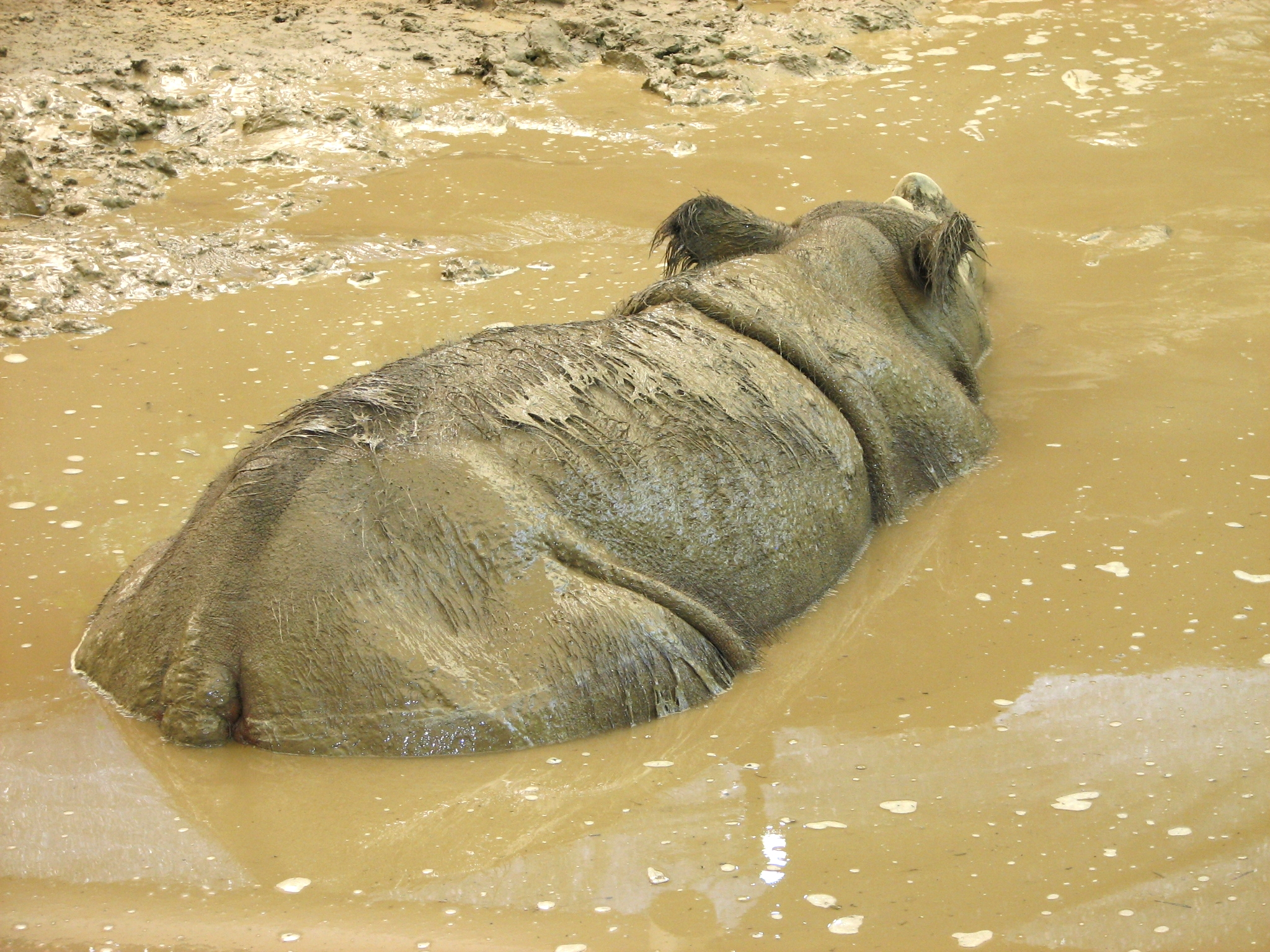
Rinoceronte de Sumatra refrescándose.

El rinoceronte de Sumatra (Dicerorhinus sumatrensis) es una especie de mamífero perisodáctilo de la familia de los rinocerótidos, de la cual es su miembro viviente más pequeño, con un peso de entre 600 y 800 kg frente a los casi 3 000 que alcanza ordinariamente el rinoceronte blanco.

## Características

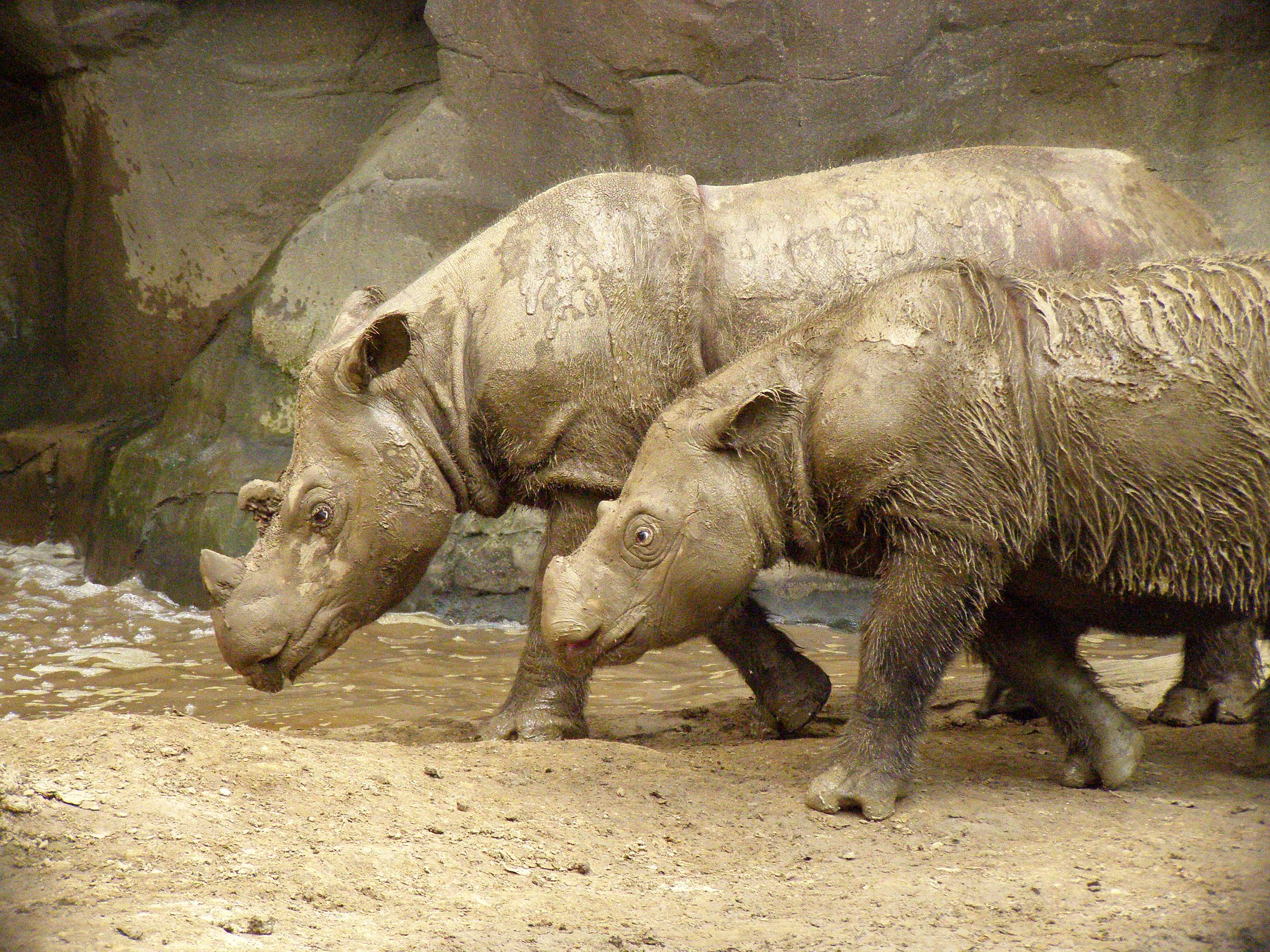
Rinocerontes de sumatra Emi y Harapan en el Cincinnati Zoo

En esta especie se dan un buen número de características primitivas que la diferencian claramente de las otras cuatro que existen en la actualidad, entre ellas la presencia de incisivos en los individuos adultos (perdidos durante la infancia en otras especies, que emplean sus labios endurecidos para cortar la vegetación de la que se alimentan) y una capa de pelo pardo-rojizo que recubre su cuerpo, aunque los individuos ancianos tienden a perderlo.
Al contrario que los rinocerontes de la India y Java, el rinoceronte de Sumatra es el único asiático que no posee un solo cuerno, sino dos, como los rinocerontes africanos. El registro fósil indica que esta especie ha permanecido prácticamente invariable en los últimos dos millones de años, y que no está especialmente emparentada con ninguno de los rinocerontes actuales. Sus parientes más próximos parecen ser especies extintas a finales del Pleistoceno como el rinoceronte lanudo, el estepario o el de Merck, que vivieron en distintos lugares de Asia y Europa.
La altura es de sólo 1,4 m en el caso de los machos; las hembras, que son más pequeñas, pueden incluso medir sólo 90  cm de altura. Los machos también tienen unos cuernos más desarrollados, sobre todo el de delante.

## Historia natural
Como otras especies de rinocerontes, los de Sumatra son animales solitarios y territoriales que solo conocen el grupo formado por la hembra y su única cría, que paren cada tres o cuatro años. Su pequeño tamaño es especialmente útil para moverse a través de la espesa maleza de las selvas del sureste asiático donde viven. También son unos excepcionales trepadores que se mueven con mucha mayor soltura que otros rinocerontes por áreas montañosas. Durante la noche, que es cuando se registra su mayor grado de actividad, comen una gran variedad de hojas y ramas que se introducen en la boca gracias a su prensil labio superior, de gran movilidad. Los únicos depredadores de esta especie son el tigre y el hombre.

## Distribución
A pesar de su nombre, estos animales nunca han estado restringidos a la isla de Sumatra. Su área de distribución original se extendía por las faldas del Himalaya en Bután, India oriental, Birmania, Indochina, sur de China, Malaca, Sumatra y Borneo, pero la caza y destrucción de su hábitat le hace correr un grave peligro de extinción en la actualidad. Hoy se lo encuentra únicamente en áreas montañosas remotas de la península de Malaca, Sumatra y noreste de Borneo, protegidas por los gobiernos de Indonesia y Malasia.

## Conservación

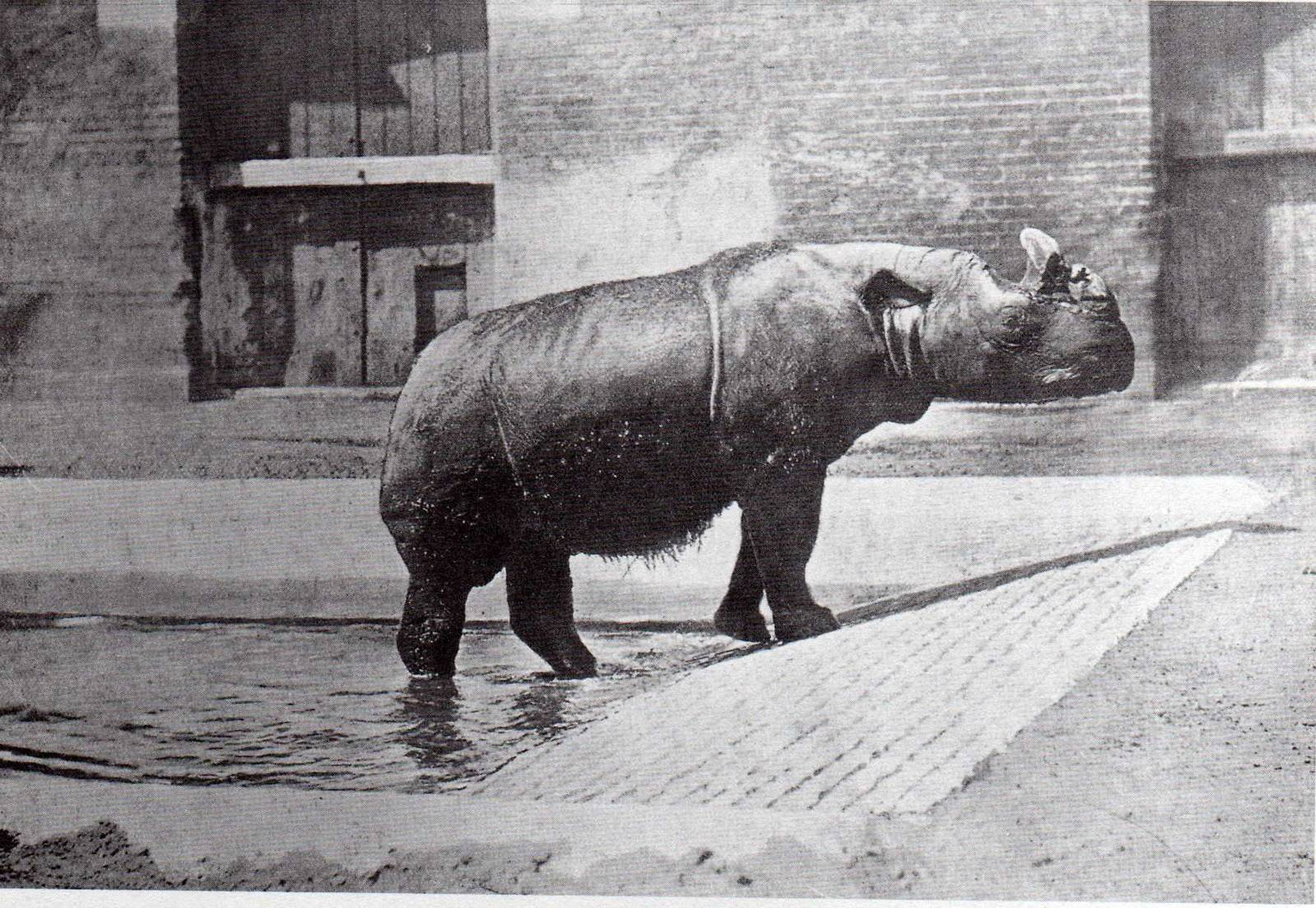
Dicerorhinus sumatrensis fotografiados en el zoológico de Londres,1890.

A pesar de las medidas de protección, la caza furtiva con el fin de conseguir sus cuernos sigue produciéndose hoy en día. Estos han sido utilizados por la medicina tradicional de Extremo Oriente desde por lo menos el 2600 a. C., y en la actualidad la mayor demanda de los mismos se concentra en China, Taiwán y Corea del Sur, donde se vende a precios desorbitados como supuesto remedio contra los problemas digestivos, la epilepsia, diversas fiebres, infartos e incluso el sida. En 2001 se detuvo a once personas en el parque nacional de Bukit Barisan Selatan de Sumatra por matar a nueve rinocerontes. Se estima que de seguir a este ritmo la caza furtiva los alrededor de trescientos ejemplares que existen en el mundo podrían extinguirse en un plazo de sólo diez años, a pesar de las duras penas que los gobiernos locales imponen a los furtivos detenidos, que pueden llegar a superar los tres años de prisión.
A pesar de que recientemente un grupo integrado por expertos de prestigio mundial en el campo de la conservación de los rinocerontes dictaminó que los de Sumatra estaban ya extintos en Malasia en el ámbito salvaje, en 2016 se halló una hembra de entre cuatro y cinco años en la parte malaya de la Isla de Borneo. No obstante, la supervivencia del rinoceronte de Sumatra depende básicamente de los cien o menos individuos que quedan en libertad en Indonesia y de los nueve que se hallan en cautividad.

## Subespecies
Se conocen tres subespecies, de las cuales una (D. s. lasiotis) está extinta, mientras que las otras dos se encuentra en peligro crítico:
- Dicerorhinus sumatrensis harrissoni Groves, 1965
- Dicerorhinus sumatrensis sumatrensis G. Fischer, 1814
- Dicerorhinus sumatrensis lasiotis † Buckland, 1872